# Dacrymyces chrysospermus
Dacrymyces chrysospermus é uma espécie de fungo comestible da família Dacrymycetaceae.

## Descrição
Basidiomas espalhados ou gregarios, flabelados ou com estípite grosso espatulado, amarelo, firme-gelatinoso, de 4 cm de alto, 4-26 mm de altura. Hifas internas ramificadas, de paredes delgadas, gelatinosas, septadas, amarelo pálido, 2-3 μm de diâmetro sem fíbulas. Himenio limitado à superfície superior do píleo. Probasidios cilíndricos a fincados, amarelos a laranja, 50-66 × 7-9 μm, se bifurcan. Basidosporas cilíndricas a curvadas-cilíndricas, com apículos na base, de parede delgada, amarelas, 16-22 × 6-8 μm, 3-7 septos.